# Casuariidae
Os casuariídeos (Casuariidae) é uma família de aves endêmica da Oceania, onde pode ser encontrada na Austrália e Nova Guiné. Seu principal representante é o casuar. Em algumas classificações, a familía Dromaiidae (emu) é considerada uma sub-família desta.

## Classificação
- Família Casuariidae Kaup, 1847
  - Gênero Casuarius Brisson, 1760
    - Casuarius casuarius (Linnaeus, 1758)
    - Casuarius bennetti Gould, 1858
    - Casuarius unappendiculatus Blyth, 1860

1. ↑  Paixão, Paulo (Verão de 2021). «Os Nomes Portugueses das Aves de Todo o Mundo» (PDF) 2.ª ed. A Folha — Boletim da língua portuguesa nas instituições europeias. ISSN 1830-7809. Consultado em 13 de janeiro de 2022